# Moustoir-Remungol
Moustoir-Remungol är en kommun i departementet Morbihan i regionen Bretagne i nordvästra Frankrike. Kommunen ligger i kantonen Locminé som tillhör arrondissementet Pontivy. År 2018 hade Moustoir-Remungol 704 invånare.

## Befolkningsutveckling
Antalet invånare i kommunen Moustoir-Remungol
| Referens: INSEE |